# David Jones (entreprise)
Pour les articles homonymes, voir David Jones.
David Jones est une chaîne de grands magasins australienne. Fondée en 1838 à Sydney par David Jones, un immigrant gallois qui lui a donné son nom, son siège social est désormais situé à Richmond (Victoria), dans la banlieue de Melbourne en Australie. 

## Historique
Le 19 juillet 2018, Disney Australie signe un partenariat avec le groupe David Jones pour ouvrir des espaces Disney-Marvel-Star Wars dans ses grands magasins en commençant par celui d' Elizabeth Street à Sydney.